# Paul Burg
Paul Burg, egentligen Paul Schaumburg, född 12 december 1884, död 12 december 1948, var en tysk författare.
Paul Burg har skrivit ett flertal romaner, däribland Der goldene Schlüssel (1919) med motiv från Leipzigmässan och Goetheromanen Alles um Liebe (6 band, 1921).